# Praxiteles
Praxiteles (grekiska Πραξιτέλης), grekisk bildhuggare tillhörande den attiska skolan, verksam på 300-talet f.Kr. och en av detta konstskedes yppersta representanter, förmodligen son till bildhuggaren Kefisodotos den äldre (upphovsman till den kända statyn Eirene med Plutosbarnet).
Praxiteles är en bland de få grekiska konstnärer av första rangen som är känd genom ett originalarbete. Den 8 maj 1877 påträffades i Heratemplet i Olympia, framför resterna av den ursprungliga basen, en staty av parisk marmor av Hermes med Dionysosbarnet på armen, som helt motsvarade den antike författaren Pausanias beskrivning av ett verk av Praxiteles i sagda tempel. Hermes framställs stående stödd på högra benet och balanserande med det vänstra, högra höften utskjuten, vänstra indragen, vänster arm med Dionysosgossen lätt vilande mot en trädstam, högra armen lyft med något föremål, som ådrager sig den lilles uppmärksamhet, huvudet framåtlutat med ett uttryck av milt drömmeri. 
Förutom detta mästerstycke, som alltjämt förvaras i Olympia, igenkänns genom litterär tradition och stilistisk bestämning ytterligare en rad arbeten av Praxiteles, bevarade i kopior. Adolf Furtwängler har med utgångspunkt i originalverket sökt samla och gruppera dessa, varvid han som ungdomsarbeten uppställer den iskänkande satyren, den palatinske Eros i Louvren och Eros av Centocelle-typen, vilken identifieras med den Eros, som hetären Fryne stiftade i sin fädernestad Thespiai. En Afrodite, som ingick i samma gåva, vill Furtwängler återfinna i den kända statyn Venus från Arles i Louvren. En staty av Fryne själv, som även tillhörde gruppen, tänker han sig ungefär som en halvklädd kvinnostaty från Ostia i British Museum i London.
Det mellersta skedet av Praxiteles verksamhet tillhör den mest berömda av antikens bilder av skönhetsgudinnan, den knidiska Afrodite (kopia i Vatikanen, där man anbragt ett draperi av bleck över benen), helt blottad, hög, ren och kysk i sin mogna fägring. Samma period företräddes ytterligare av ett antal verk, den beklädda Afrodite från Kos och ett par Artemis-statyer. En särskild grupp praxiteliska gestalter är de som lutar sig mot ett föremål: den vilande satyren, Apollon ödledödaren och Eros från Parion.
En byst från detta skede är Eubuleus från Eleusis i Aten. Hermes i Olympia dateras av Furtwängler till omkring 340 f.Kr. Till slutet av konstnärens verksamhet hänförs en Hermes i Uffizierna i Florens, en Herakles i Villa Albani, en annan i Museo Chiaramonti i Vatikanen, medan den s.k. belvederiske Antinous (en Hermes) förmodats vara ett verk av mästarens söner. Som efterbildning efter ett original av Praxiteles anses den i Pompeji funna och i Neapel förvarade bronsstatyetten Dionysos lekande med en panter.

## Eftermäle
Nedslagskratern Praxiteles på planeten Merkurius och asteroiden 5983 Praxiteles är uppkallade efter honom.

## Galleri

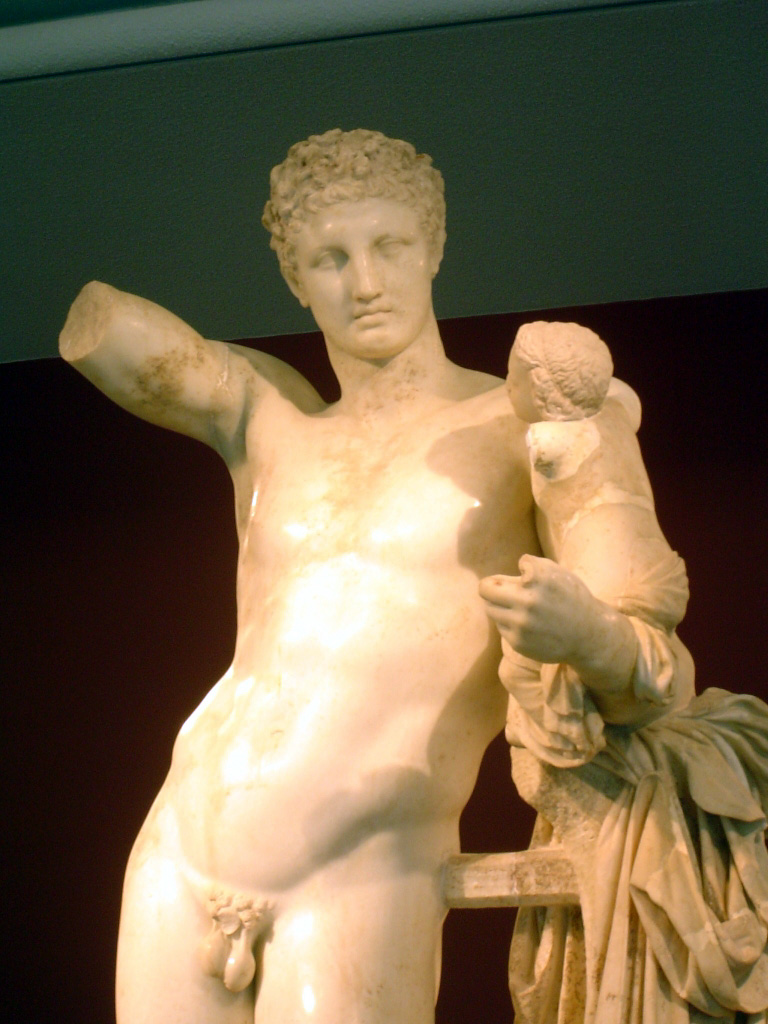
Praxiteles Hermes med Dionysosbarnet
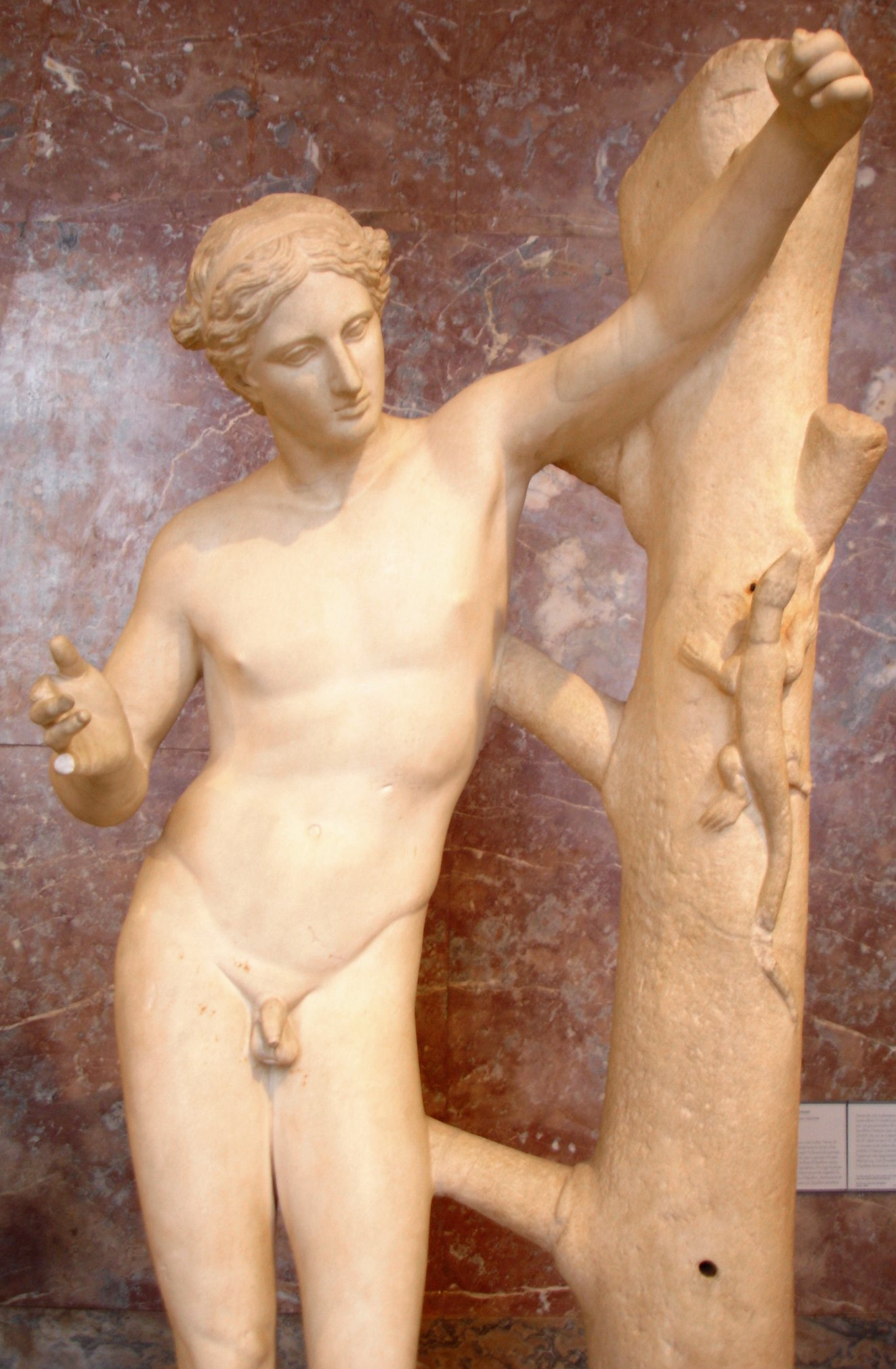
Apollon drakdödaren
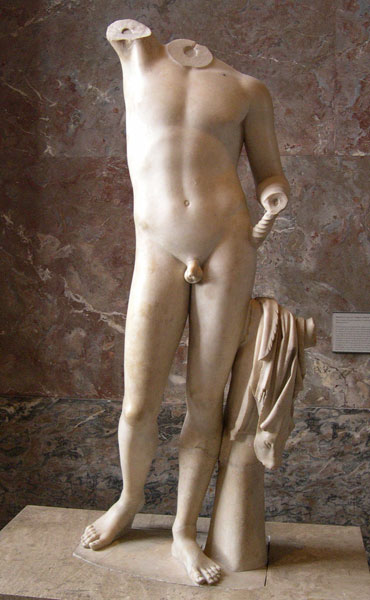
Den iskänkande satyren
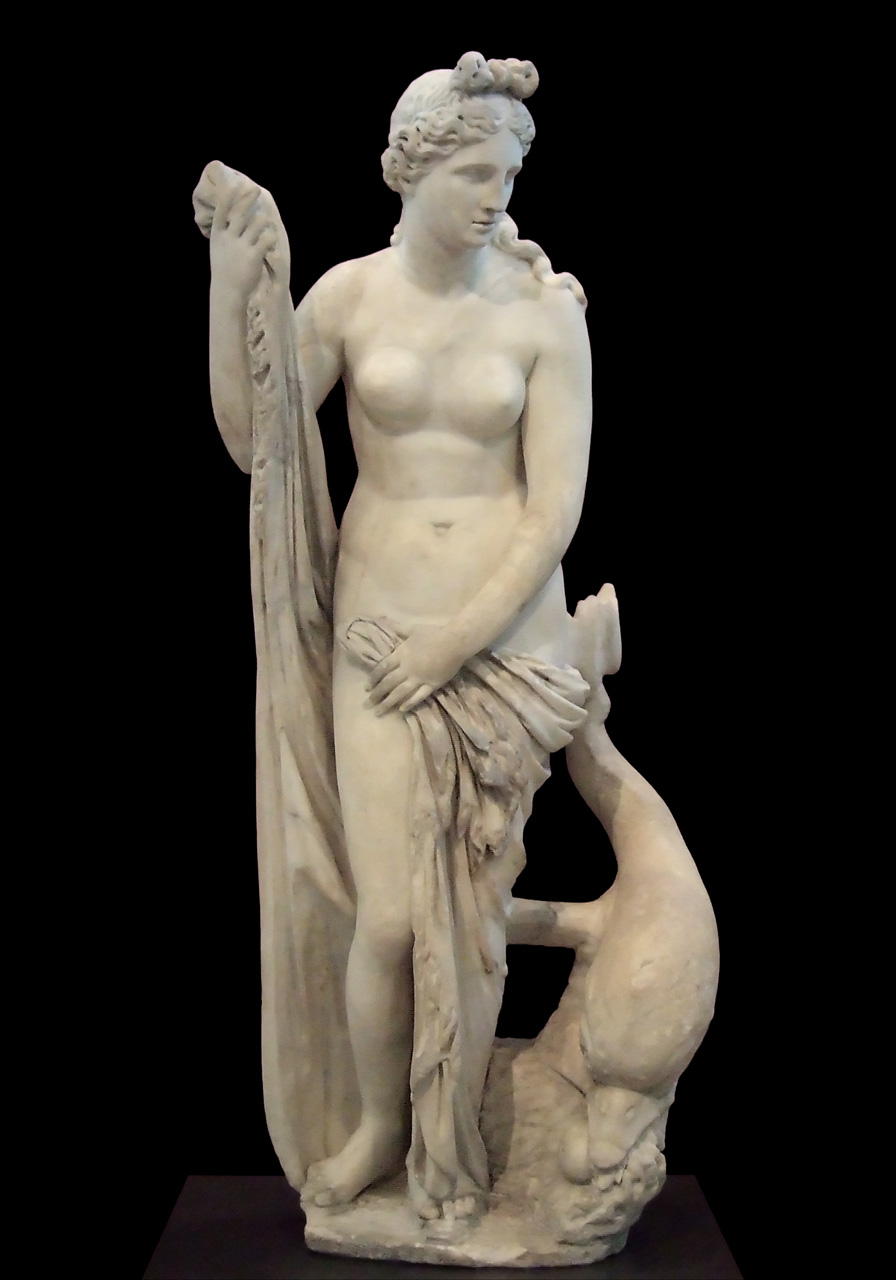
Afrodite
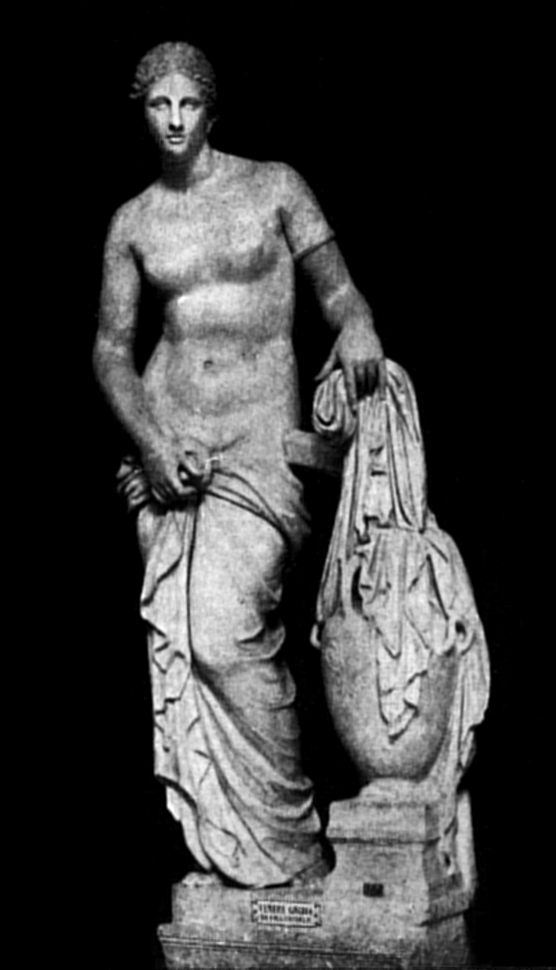
Knidiska Afrodite
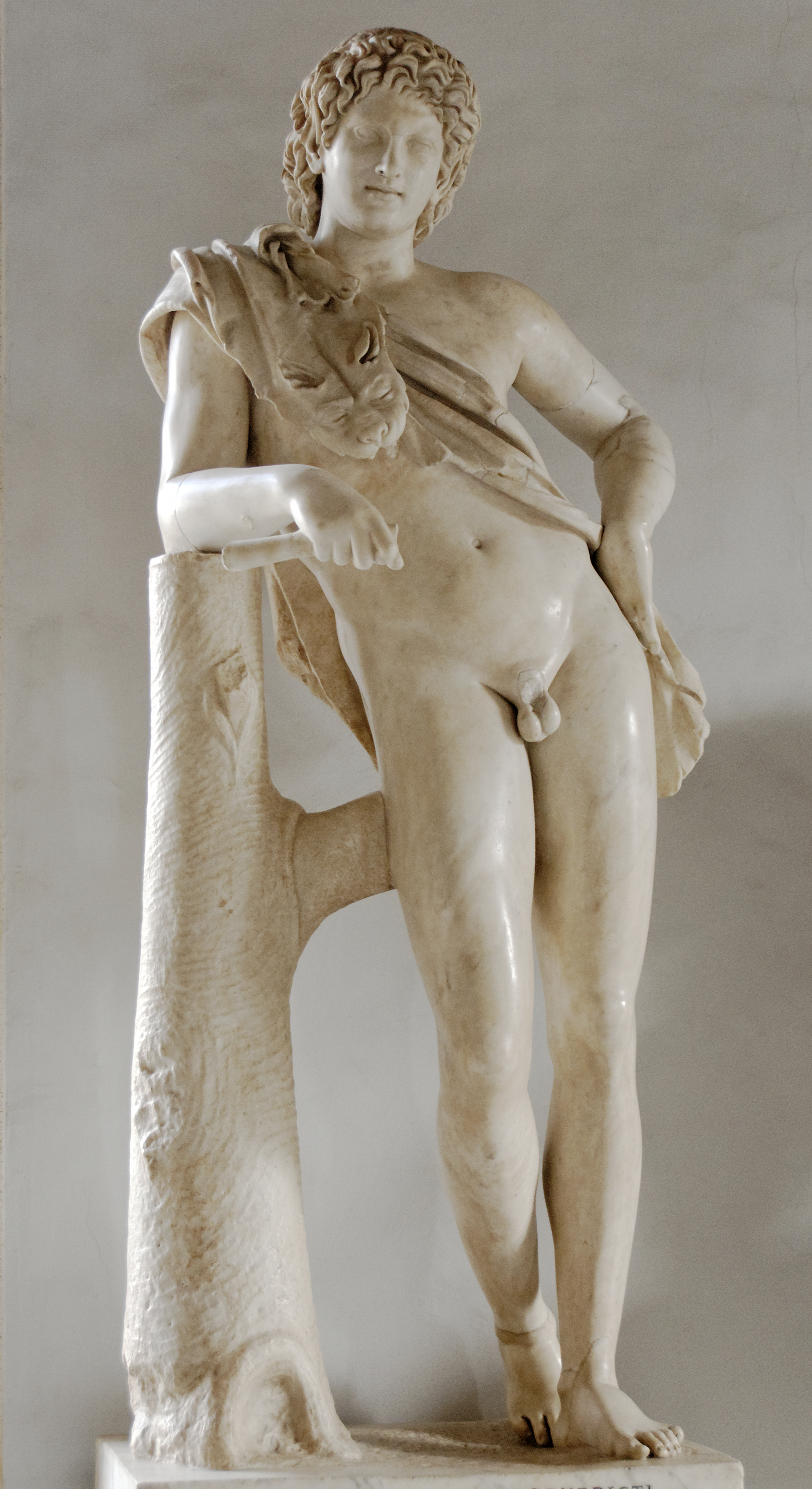
Den vilande satyren
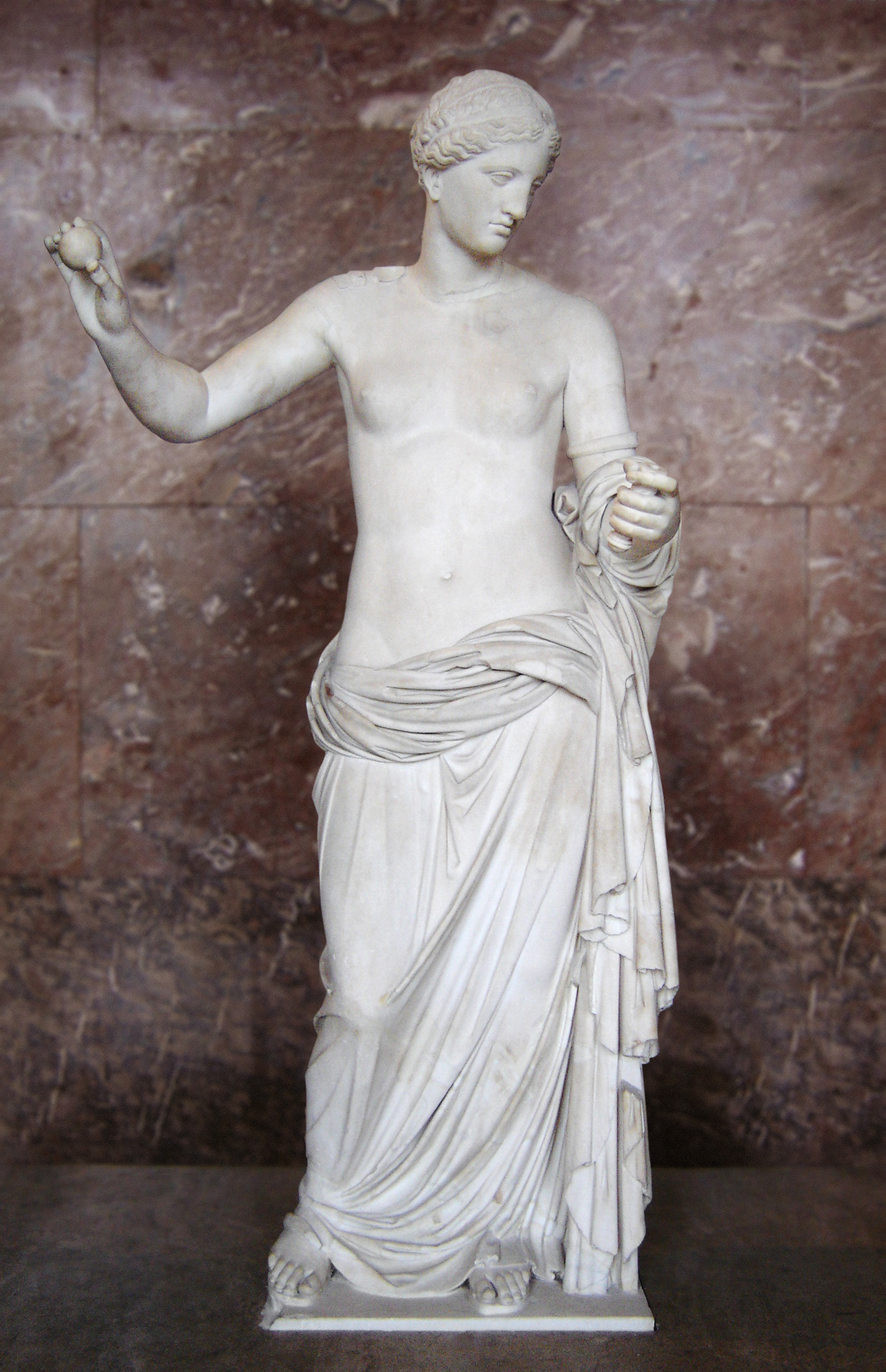
Afrodite från Thespiai
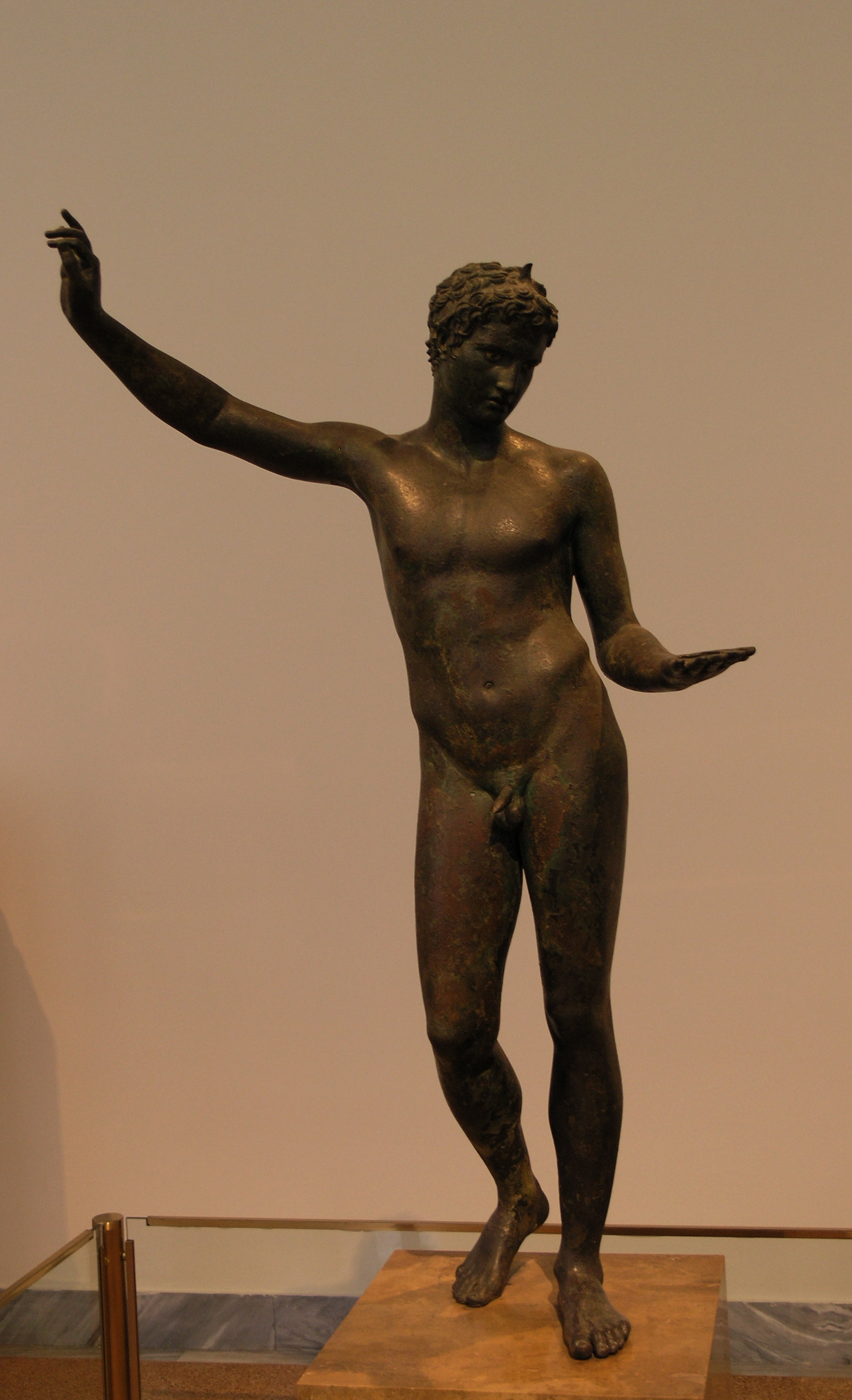
Efebe från Maraton
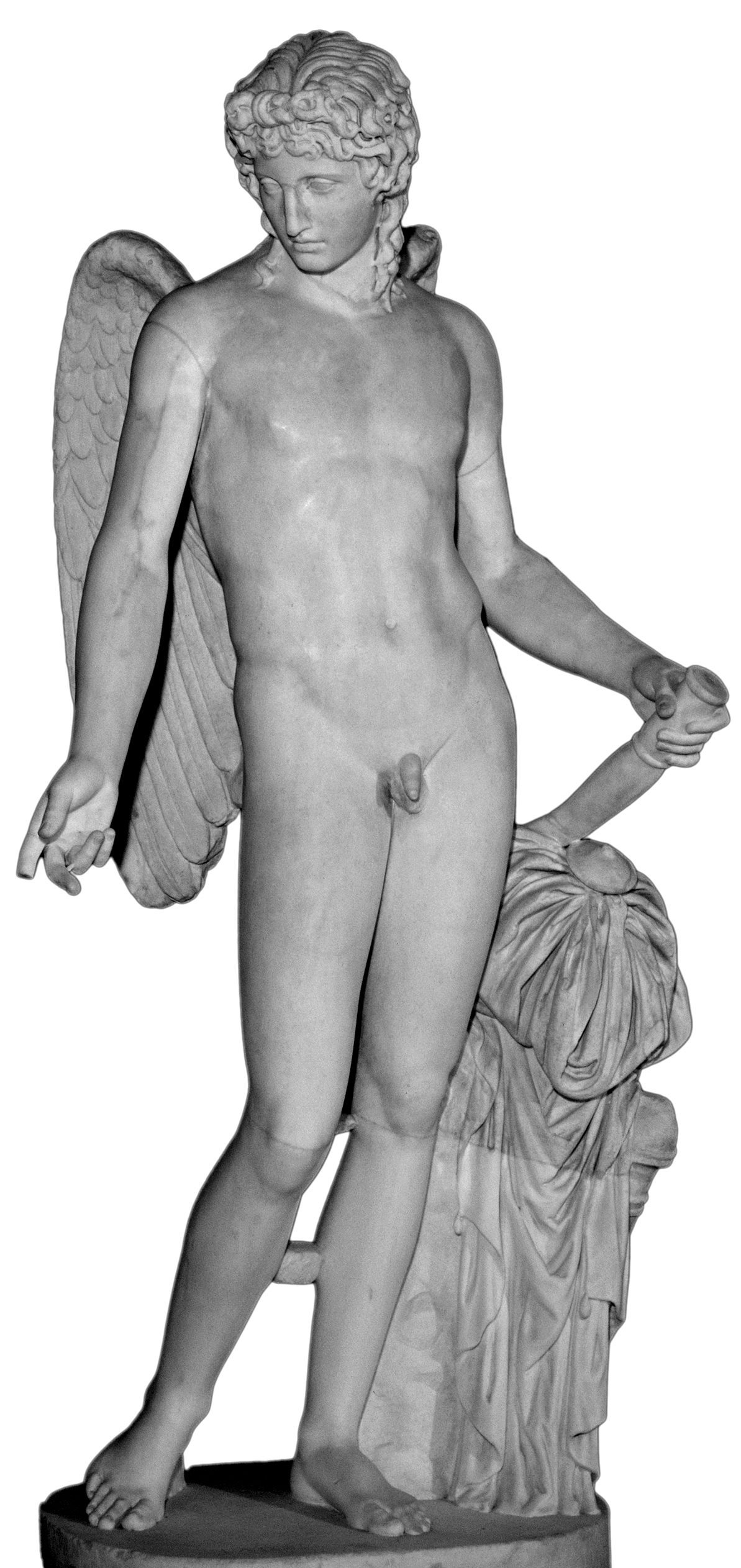
Eros av Centocelle